# Рут Водак
Рут Водак (нім. Ruth Wodak; нар. 12 липня 1950, Лондон) — австрійська лінгвістка, заслужена професорка та завідувачка дискурсознавства на кафедрі лінгвістики та англійської мови Ланкастерського університету. Також є членом Віденського університету.
Основна програма досліджень Рут Водак  здебільшого спрямована на розвиток теоретичних підходів у вивченні дискурсу та критичного дискурс-аналізу (зокрема поєднання етнографії, теорії аргументації, риторики, прагматики та лінгвістики тексту; політики ідентичності та політики минулого;  расизму, упередження та дискримінації).
Разом із колегами та аспірантами у Відні (Р. Кілія, Г. Бенке, Г. Грубер, Ф. Менц, М. Рейсігль, У. Сулейман, К. Антоніссен) вона розробила дискурсний історичний підхід, міждисциплінарний, проблемно-орієнтований підхід до аналізу змін дискурсивної практики.
Рут є членом редакційної ради ряду лінгвістичних журналів, співредакторкою "Дискурсу та суспільства" , «Критичного дискурсу [Архівовано 1 листопада 2020 у Wayback Machine.]» та « Журналу мови та політики» [Архівовано 1 травня 2015 у Wayback Machine.]. Також була головною редакторкою книжкової серії « Дискурсові підходи до політики, суспільства та культури» [Архівовано 1 травня 2015 у Wayback Machine.]. Була очільником групи гуманітарних та соціальних наук на нагороду EURYI в Європейському науковому фонді з 2006 по 2008 роки.

## Нагороди
У 1996 році Водак була нагороджена  Wittgenstein-Preis за створені проекти, орієнтовані на "Дискурси про розв'язання проблем зайнятості / зайнятості в організаціях ЄС; Дебати про НАТО та нейтралітет в Австрії та Угорщині; Дискурсивна побудова європейських ідентичностей; Ставлення до розширення ЄС; Расизм на вершині та інші.
У жовтні 2006 року отримала нагороду Woman's Prize of the City of Vienna.
2008 року Керстін Гессельгрен нагородила Рут званням Голови Парламенту Швеції.
У 2013 році обрана академіком британської Академії соціальних наук.
Восени 2018 року здобула премію Lebenswerk Preis (Премія за життєві досягнення) Міністерства у справах жінок Австрії.
У липні 2020 року вона отримала свою другу почесну докторську ступінь в Ворицькому  університеті.
У 2020 отримала посаду старшого виїзного співробітника у Institut für die Wissenschaft des Menschen (IWM) у Відні.
21 червня 2021 року стала почесним членом Сенату Віденського університету.

## Публікації
- Wodak, Ruth (2015). The Politics of Fear: What Right-Wing Populist Discourses Mean. London: Sage [Архівовано 18 грудня 2020 у Wayback Machine.]
- Wodak, Ruth (2011). The Discourse of Politics in Action: Politics as Usual (2nd revised edition). Basingstoke: Palgrave Macmillan
- Reisigl, Martin & Wodak, Ruth (2001). Discourse and Discrimination. London: Routledge
- Wodak, Ruth (1996). Disorders of Discourse. London: Longman

## Додаткові посилання
- https://www.tandfonline.com/toc/rcds20/current#.VG9qnjSsU1I [Архівовано 1 листопада 2020 у Wayback Machine.]
- Дискурсові підходи до політики, суспільства та культур [Архівовано 1 травня 2015 у Wayback Machine.]